# Sörgårdens kapell
Sörgårdens kapell är ett kapell i Sörgården och Byn i Stigsjö församling i Härnösands stift. Kapellet byggdes 1883 och togs ur bruk 2005 då den överläts till en privatperson. Byggherre var missionsföreningen.